# 法助
法助（ほうじょ、嘉禄3年閏3月5日（1227年4月22日）- 弘安7年11月21日（1284年12月29日））は、鎌倉時代中期の真言宗僧侶。摂政左大臣九条道家の5男。母は太政大臣西園寺公経の娘掄子。非皇族で初めて仁和寺門跡となり、僧侶として初めて准后となる。

## 経歴
嘉禎4年6月23日（1238年8月4日）、12歳で出家して京都仁和寺の道深法親王に学び、同年に東大寺戒壇院において満分戒を受ける。延応元年7月26日（1239年8月26日）、一身阿闍梨の宣下を受け、翌27日に准后宣下を受ける。寛元元年11月28日（1244年1月9日）、八大師御影を図し、翌年12月観音院において道深法親王より伝法灌頂を受ける。建長元年（1249年）、皇胤以外で初めて仁和寺第10世を継承して教説を講ずる。正嘉2年（1258年）、門跡の地位を辞して性助入道親王に譲り、乙訓郡開田院に隠退。開田准后・開田御室と号す。文永元年（1264年）8月、孔雀法を修す。弘安7年11月21日（1284年12月29日）、58歳で示寂した。
後深草院二条の随筆『とはずがたり』に登場する「有明の月」のモデルは、性助入道親王もしくはこの法助ではないかと考えられている。